# La Malédiction du pharaon (téléfilm, 2006)
Pour les articles homonymes, voir La Malédiction du pharaon.
Pour plus de détails, voir Fiche technique et Distribution.
La Malédiction du pharaon (The Curse of King Tut's Tomb) est un téléfilm américain réalisé par Russell Mulcahy, diffusé le 27 mai 2006 sur Hallmark Channel.

## Synopsis
En 1922 au Caire, l’archéologue non-conformiste Danny Freemont (Casper Van Dien) recherche le tombeau de Toutankhamon, pharaon mystique, et le dernier des quatre morceaux d'une tablette de jade renommée pour posséder de grandes puissances occultes.
Son impitoyable rival l’universitaire, Morgan Sinclair (Jonathan Hyde), a volé les trois premiers morceaux au nom de l'Assemblée des Flammes de l'Enfer, une société secrète d’hommes puissants qui projettent d'utiliser le grimoire pour maintenir et prolonger leur domination du monde.
Freemont n’a pour lui que sa détermination astucieuse, une bande d’aventuriers qu’il fréquente depuis longtemps et la brillante, mais sceptique, Dr Azelia Barakat (Leonor Varela), égyptologue renommée.
Les deux côtés s’affrontent dans des fusillades, des kidnappings, des meurtres et des trahisons. Ce que ni l'un ni l'autre ne réalise est qu'une fois les morceaux réunis, la tablette ouvrira le portail de l'enfer, lâchant les démons des enfers. Mais la tablette ravive également Toutankhamon (Francisco Bosch) qui grâce à ses pouvoirs surnaturels, parvient à repousser les démons.

## Fiche technique
- Titre original : The Curse of King Tut's Tomb
- Titre français : La Malédiction du pharaon
- Réalisation : Russell Mulcahy
- Scénario : David Titcher
- Pays d'origine : États-Unis
- Genre : Aventure, fantastique
- Durée : 170 minutes
- Dates de premières diffusions :
  -  États-Unis : 27 mai 2006 sur Hallmark Channel
  -  France : 3 janvier 2007 sur M6

## Distribution
- Casper Van Dien (VF : Damien Boisseau) : Dany Freemont
- Leonor Varela (VF : Barbara Delsol) : Dr Azelia Barakat
- Jonathan Hyde (VF : Pierre Dourlens) : Morgan Sinclair
- Francisco Bosch : Toutankhamon
- Malcolm McDowell (VF : Jean-Pierre Leroux) : Nathan Cairns
- Steven Waddington : Jason Mcgrady
- Simon Callow : Russell
- Niko Nicotera (en) : Andrew Walker
- Tat Whalley : Rembrandt
- Patrick Toomey : Jacques Belmond

## Anecdotes
Casper Van Dien et Steven Waddington se donnent de nouveau la réplique après Tarzan et la Cité perdue.